# Дворжецкие-Богдановичи
Дворжецкие-Богдановичи — белорусский дворянский род герба Роля.
Предок их, мстиславский боярин Семен Феодорович Дворжецкий-Богданович, пожалован в 1554 году поместьями. Род этот внесён в VI часть Дворянской родословной книги Витебской, Минской и Могилевской губерний.

## Известные представители
- Дворжецкий-Богданович Ф. О. (1859—1920) — архитектор
- Вацлав Янович Дворжецкий (1910-1993) — актëр
- Владислав Вацлавович Дворжецкий (1939-1978) — актëр
- Евгений Вацлавович Дворжецкий

(1960-1999) — актëр